# 二重橋前站
二重橋前站（日语：／ Nijū-bashi-mae eki */?）是位於日本東京都千代田區丸之內二丁目，屬於東京地下鐵千代田線的鐵路車站。車站編號是C 10。

## 歷史
- 1962年（昭和37年）：都市交通審議會答申第6號提出東京8號線。
- 1964年（昭和39年）12月6日：建設省告示3379號將第6號答申的東京8號線定為東京9號線，並決定設置馬場先門站（暫稱）。
- 1971年（昭和46年）3月20日：本站與千代田線第二期路段一同啟用。
- 2004年（平成16年）4月1日：營團地下鐵民營化，本站由東京地下鐵接手管理。
- 2018年（平成30年）
  - 3月17日：引入副站名「丸之內」[3][5]。
  - 11月3日：啟用月台閘門。

## 車站構造
島式月台1面2線之地下車站。
常設剪票口分別在大手町側與日比谷側各1處，以及一處電梯專用剪票口。臨時剪票口設在月台中央，不常使用。

### 月台配置
| 月台 | 路線     | 目的地                         | 備註                                                                       |
| ---- | -------- | ------------------------------ | -------------------------------------------------------------------------- |
| 1    | 千代田線 | 霞關、代代木上原、唐木田方向   | 代代木上原站起直通 小田急線 （直通至 小田原線 本厚木站與 多摩線 唐木田站） |
| 2    | 千代田線 | 大手町、北千住、綾瀨、取手方向 | 綾瀨站起直通 常磐線（各站停車）                                            |

（來源：東京地下鐵:構內圖（页面存档备份，存于））

### 特徴
位於龐大的東京站與大手町站旁，使得本站並不顯眼，但由於位於丸之內，直通日比谷通旁各大樓，加上可站外轉乘其他車站，對乘客十分便利。
本站有許多來自直通運轉的小田急小田原線與常磐緩行線、東急田園都市線（經半藏門線於表參道轉乘）、東橫線（經中目黑 - 日比谷線於日比谷轉乘，或經副都心線於明治神宮前站轉乘）前往東京站周邊的通勤族。因此，與平日相比，本站在周六日的使用者明顯較少。
另外，在皇居開放一般參賀時，本站是前往二重橋的最近站，因此也有許多民眾使用。

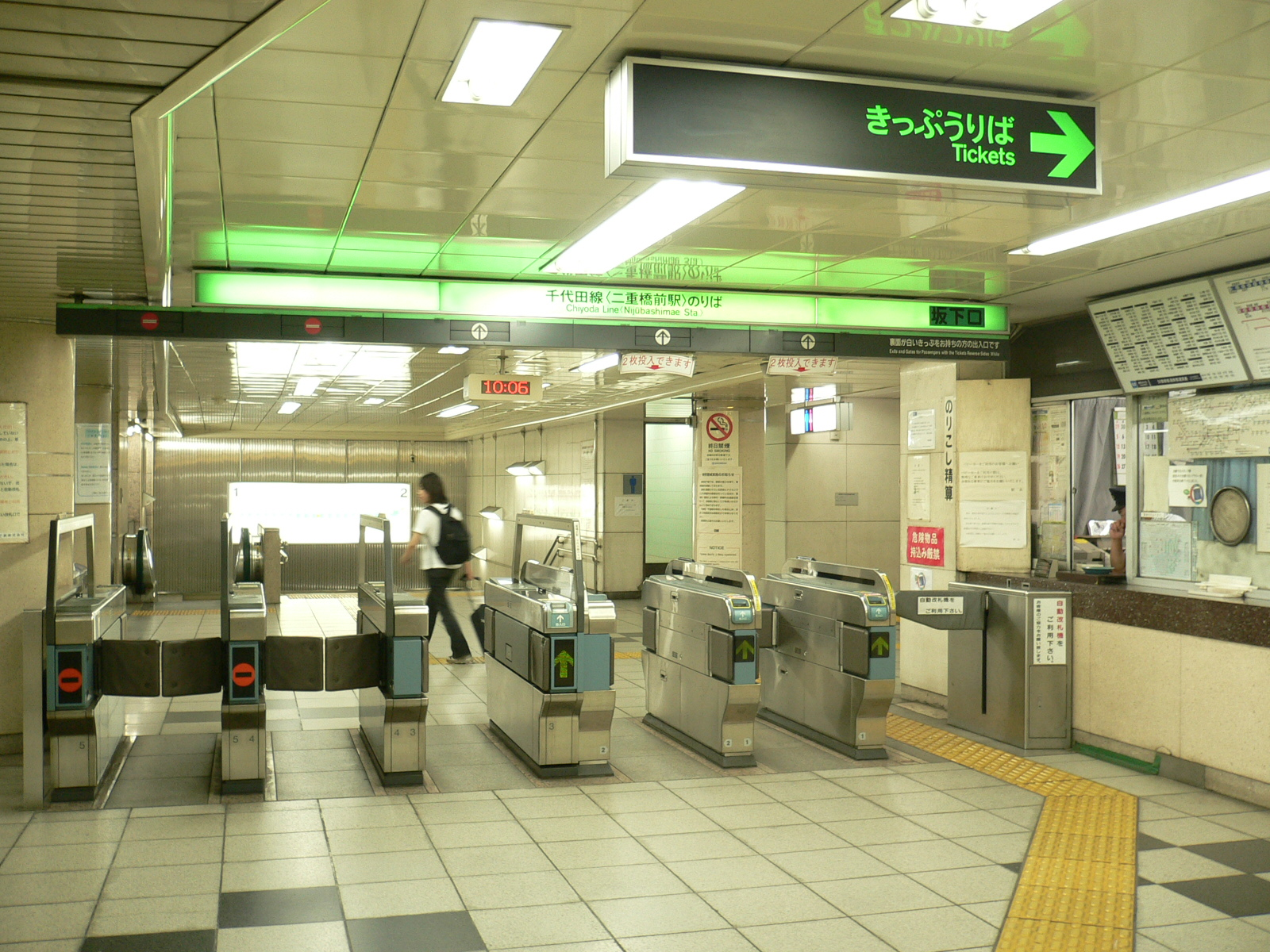
剪票口（2005年6月12日）
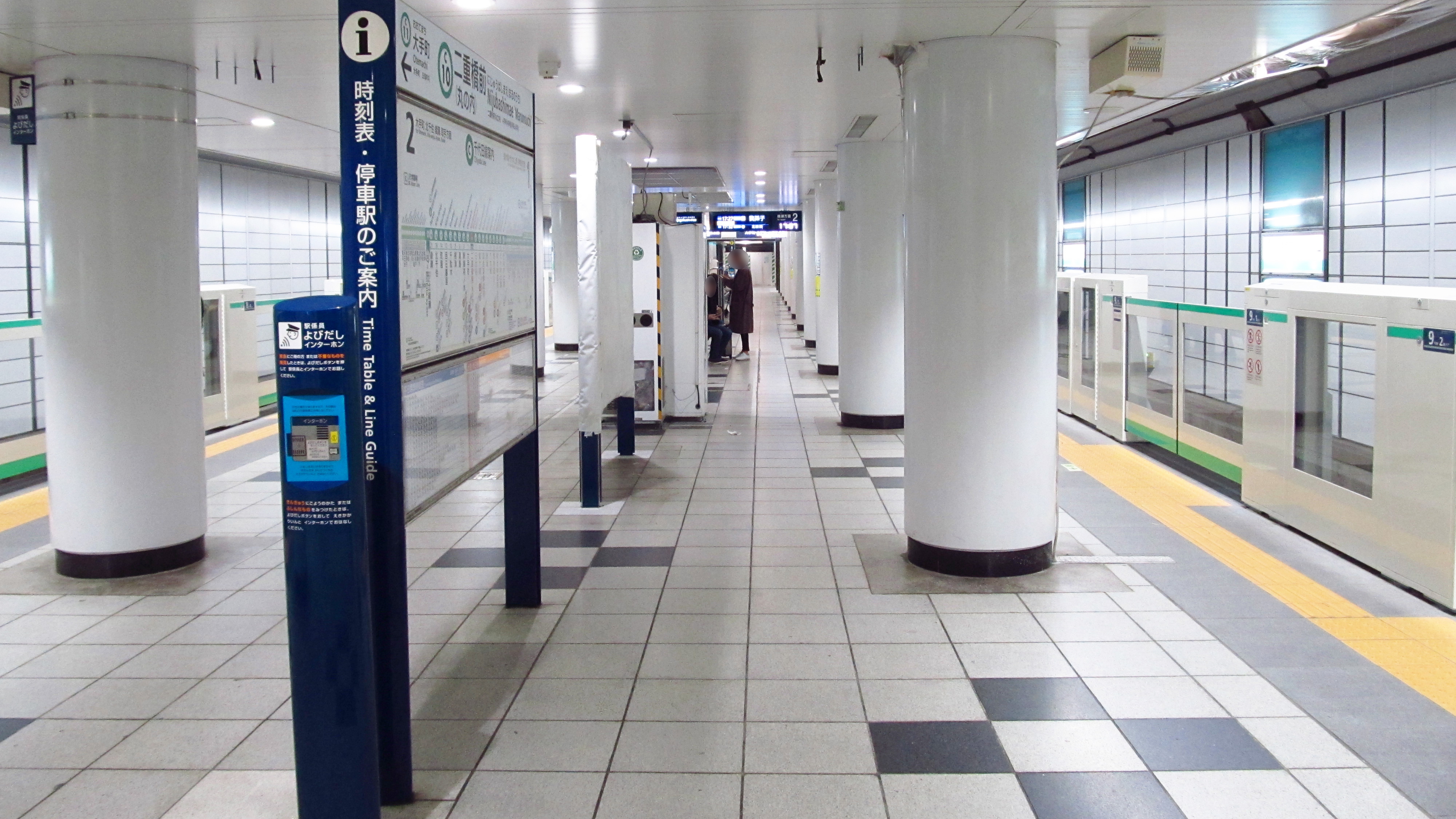
月台（2019年4月）

## 利用狀況
2017年度1日平均上下車人次為34,898人，在東京地下鐵全部130個車站當中排名第106位。
近年1日平均上下車、上車人次變化如下表。
| 年度               | 1日平均 上下車人次 | 1日平均 上車人次 | 來源     |
| ------------------ | ------------------ | ---------------- | -------- |
| 1992年（平成04年） |                    | 16,395           | [ * 1 ]  |
| 1993年（平成05年） |                    | 16,208           | [ * 2 ]  |
| 1994年（平成06年） |                    | 15,375           | [ * 3 ]  |
| 1995年（平成07年） |                    | 14,607           | [ * 4 ]  |
| 1996年（平成08年） |                    | 14,332           | [ * 5 ]  |
| 1997年（平成09年） |                    | 14,025           | [ * 6 ]  |
| 1998年（平成10年） |                    | 14,367           | [ * 7 ]  |
| 1999年（平成11年） |                    | 13,505           | [ * 8 ]  |
| 2000年（平成12年） | 25,641             | 12,879           | [ * 9 ]  |
| 2001年（平成13年） | 24,383             | 12,268           | [ * 10 ] |
| 2002年（平成14年） | 24,444             | 12,268           | [ * 11 ] |
| 2003年（平成15年） | 22,220             | 11,085           | [ * 12 ] |
| 2004年（平成16年） | 22,863             | 11,326           | [ * 13 ] |
| 2005年（平成17年） | 24,538             | 12,099           | [ * 14 ] |
| 2006年（平成18年） | 25,542             | 12,586           | [ * 15 ] |
| 2007年（平成19年） | 28,318             | 14,033           | [ * 16 ] |
| 2008年（平成20年） | 28,952             | 14,279           | [ * 17 ] |
| 2009年（平成21年） | 30,731             | 15,137           | [ * 18 ] |
| 2010年（平成22年） | 31,794             | 15,627           | [ * 19 ] |
| 2011年（平成23年） | 31,130             | 15,364           | [ * 20 ] |
| 2012年（平成24年） | 32,067             | 15,726           | [ * 21 ] |
| 2013年（平成25年） | 33,259             | 16,356           | [ * 22 ] |
| 2014年（平成26年） | 33,308             | 16,178           | [ * 23 ] |
| 2015年（平成27年） | 33,688             | 16,423           | [ * 24 ] |
| 2016年（平成28年） | 33,849             | 16,586           | [ * 25 ] |
| 2017年（平成29年） | 34,898             |                  |          |

## 車站周邊
以下各站有地下通道連通，但非轉乘站。
- 大手町站（都營地下鐵三田線）
- 日比谷站（同上）
  - 三田線兩站共用部分出入口。月台往日比谷側剪票口的樓梯入口有告示「本站不是有樂町線、都營三田線轉乘站。請利用日比谷站。」。
- 有樂町站（有樂町線）
- 東京站（丸之內線、JR線丸之內南口、京葉線乘車處）
  - 千代田線往東京站的最近站。三菱商事大廈竣工後，該大廈地下直通丸之內大廈地下。2007年大手町側出口至行幸通下的東京站地下直通地下通道完成（通道先至丸之內線東京站，之後進一步至JR地下總武剪票口）。
  - 往京葉線乘車處從日比谷側出口（1號出入口）至地面前往較近。
- 皇居
  - 蛤濠
  - 馬場先濠
  - 二重橋濠
  - 凱旋濠
  - 日比谷濠
  - 皇居外苑
  - 二重橋
  - 坂下門
  - 桔梗門（內櫻田門）
  - 楠木正成像
  - 馬場先門
- 郵船大廈（日语：郵船ビルディング）
  - 日本郵船本社
  - 郵貯銀行本店
- 丸之內大廈
- 三菱商事大廈
- 丸之內三井大廈
- 岸本大廈
- 丸之內仲通大廈
- 丸之內MY PLAZA（日语：丸の内マイプラザ）
  - 明治生命館
    - 明治安田生命保险本社

  - 明治安田生命大廈
    - ACOM（日语：アコム）本社
- 國道1號（日比谷通）

### 巴士路線
車站周邊的丸之內MY PLAZA（3號出入口附近）與郵船大廈（7號出入口附近）有巴士站，可搭乘日之丸自動車興業運行的以下路線。
- 丸之內Shuttle（日语：丸の内シャトル）：第一生命（日语：DNタワー21）、三菱大廈、東京產經大廈方向

## 圖片

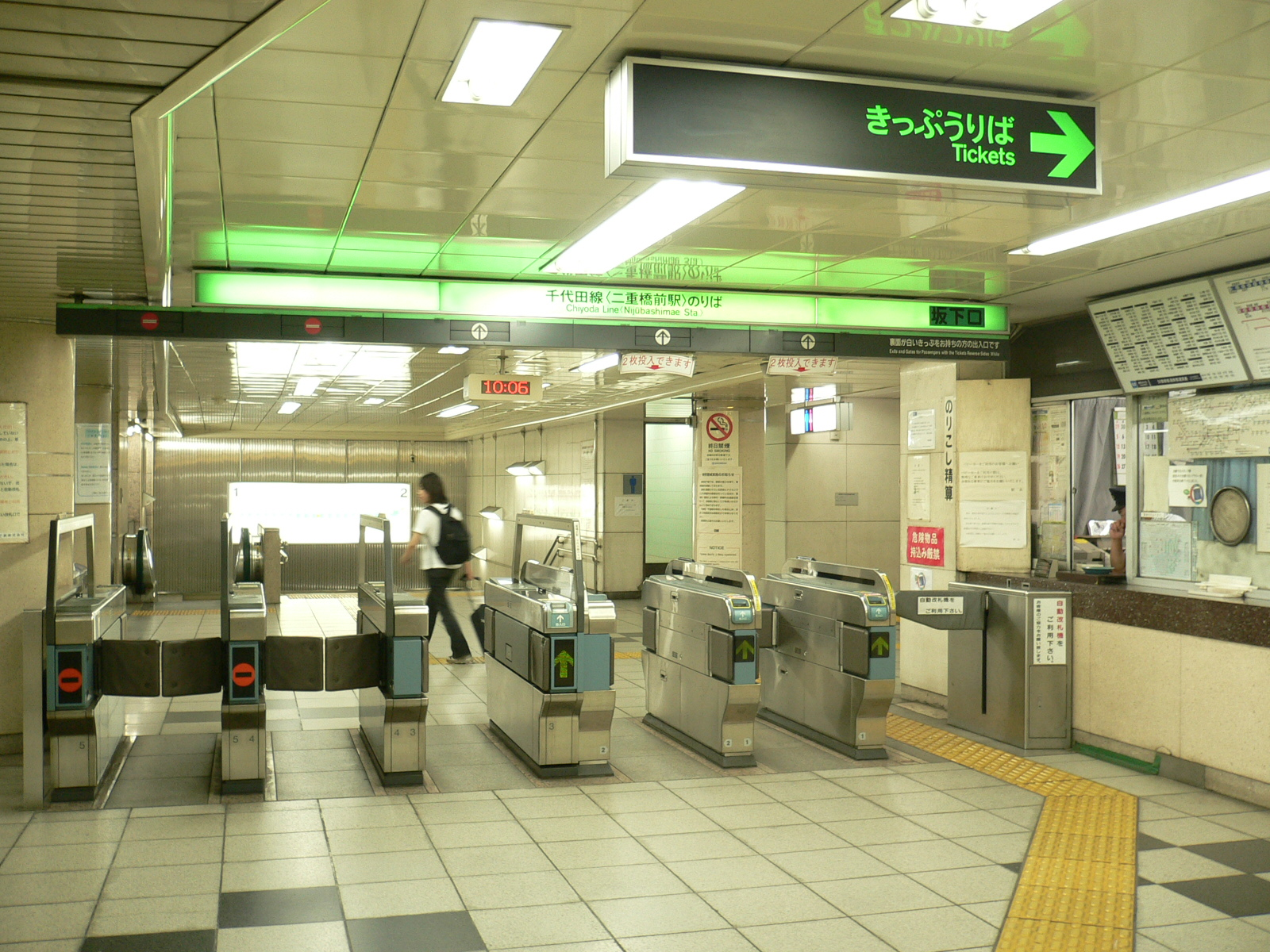
翻新前JR東京站方向閘口（2005年6月12日）
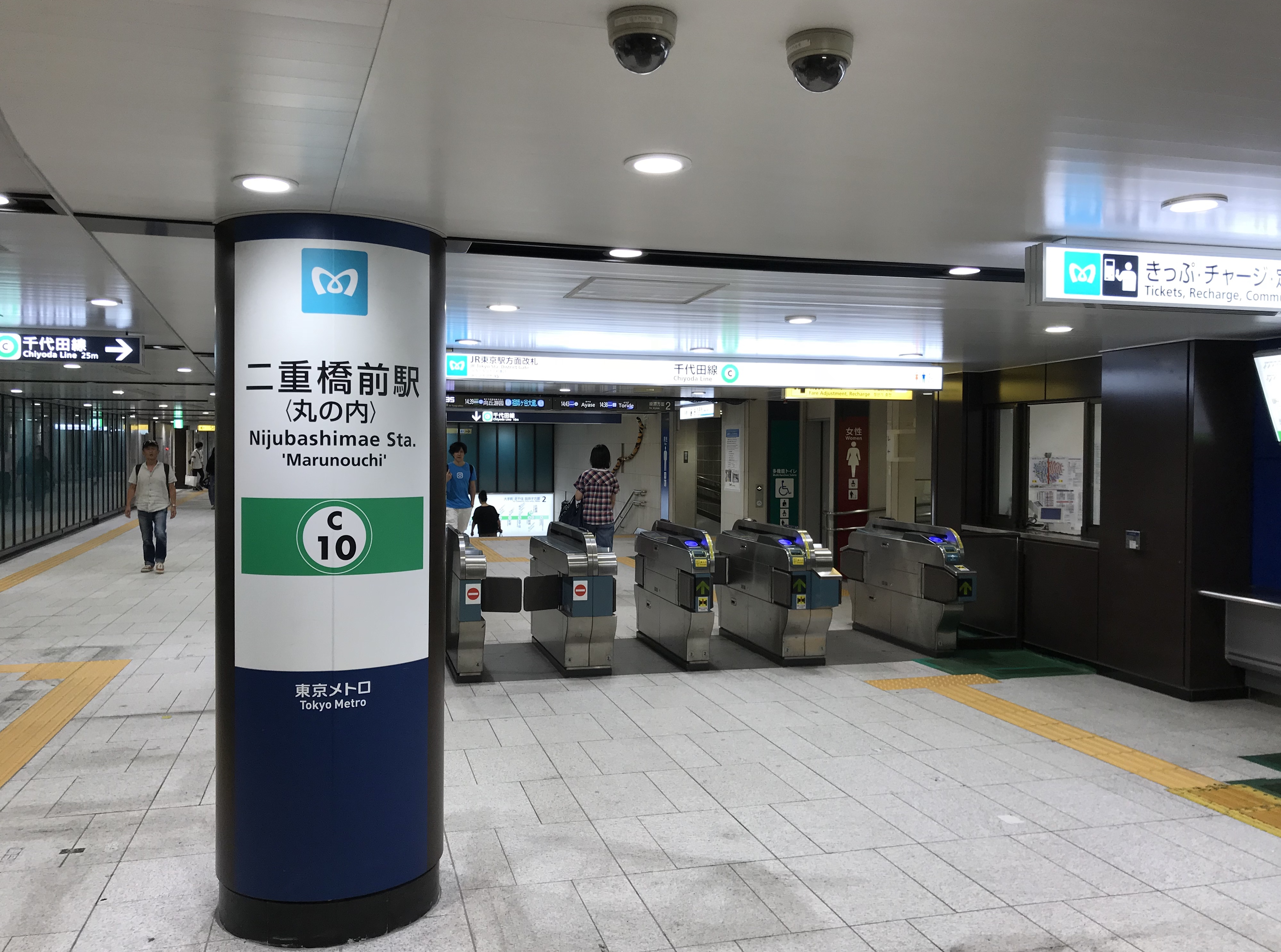
翻新後JR東京站方向閘口（2018年8月11日）
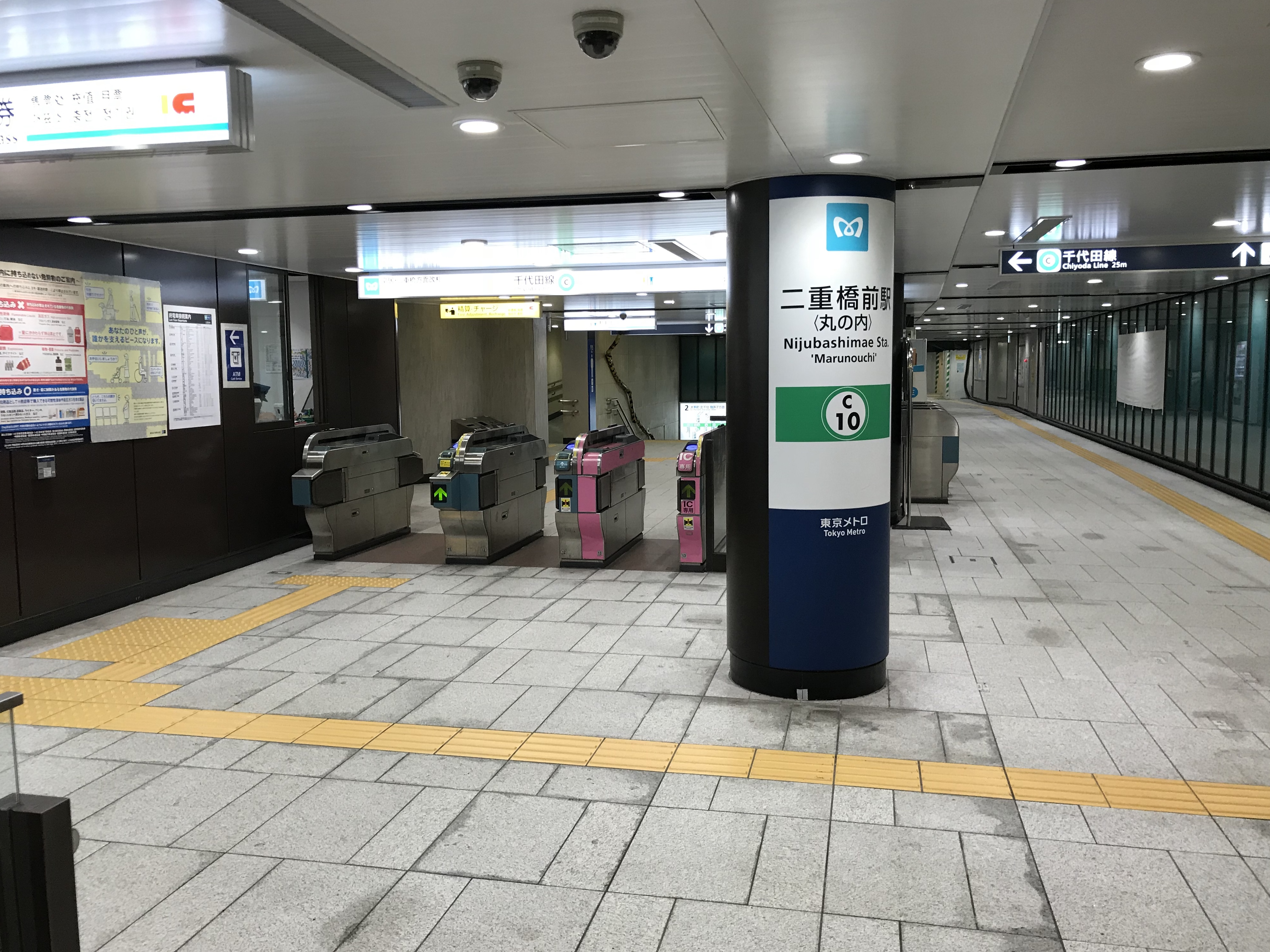
翻新後皇居、二重橋方向閘口（2018年8月11日）
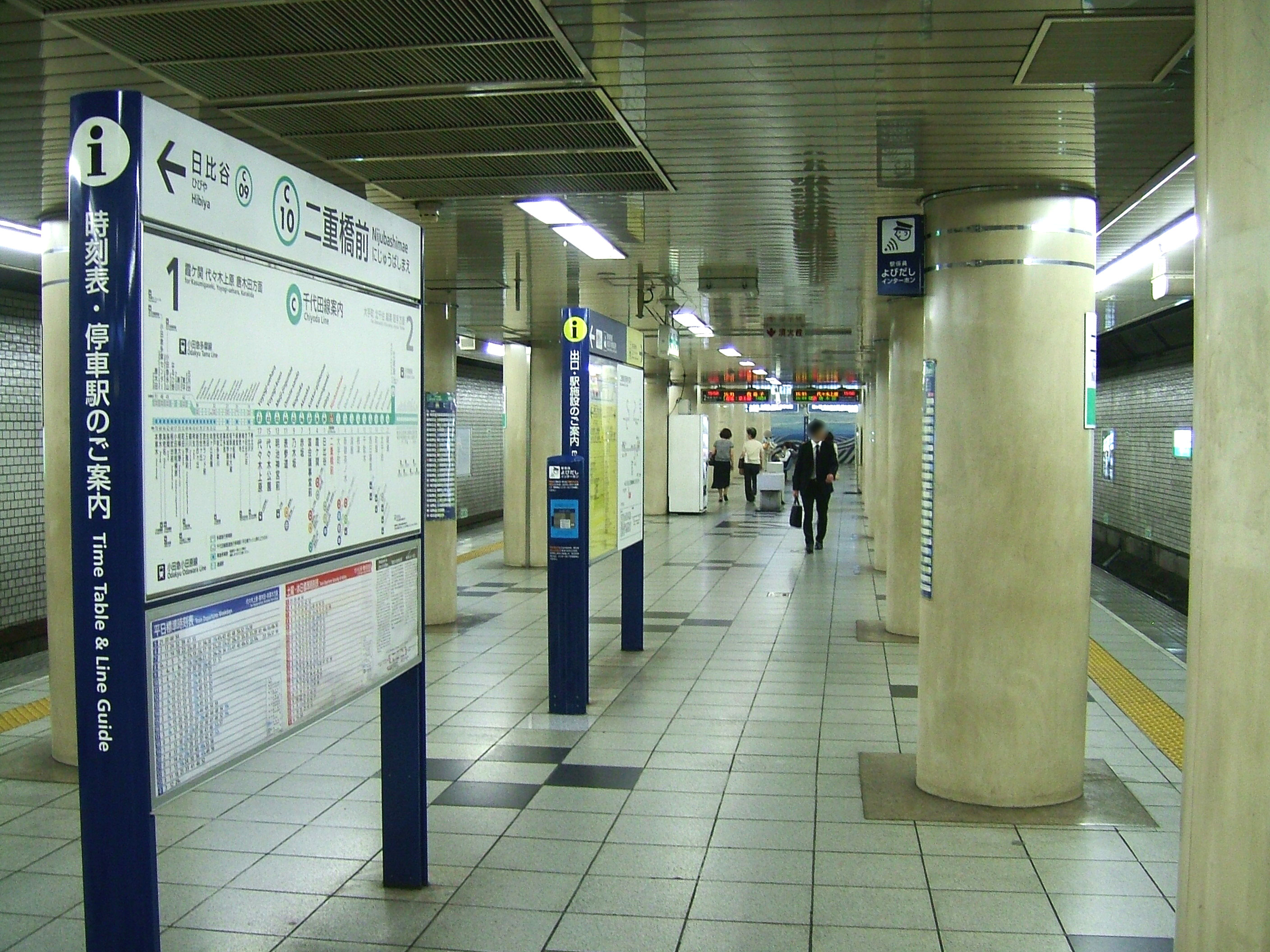
翻新前月台（2008年5月）
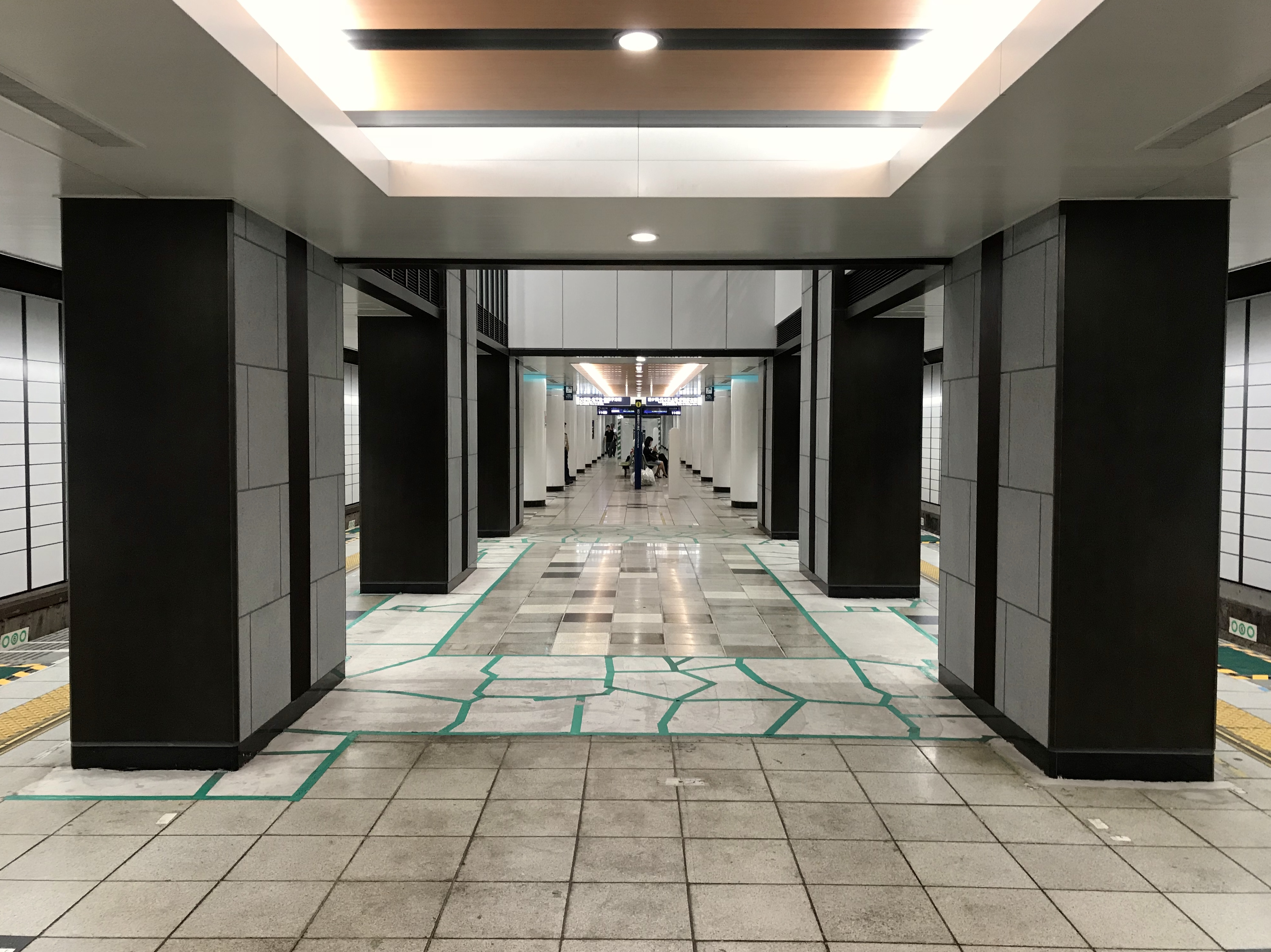
中庭翻新後月台（2018年9月14日）
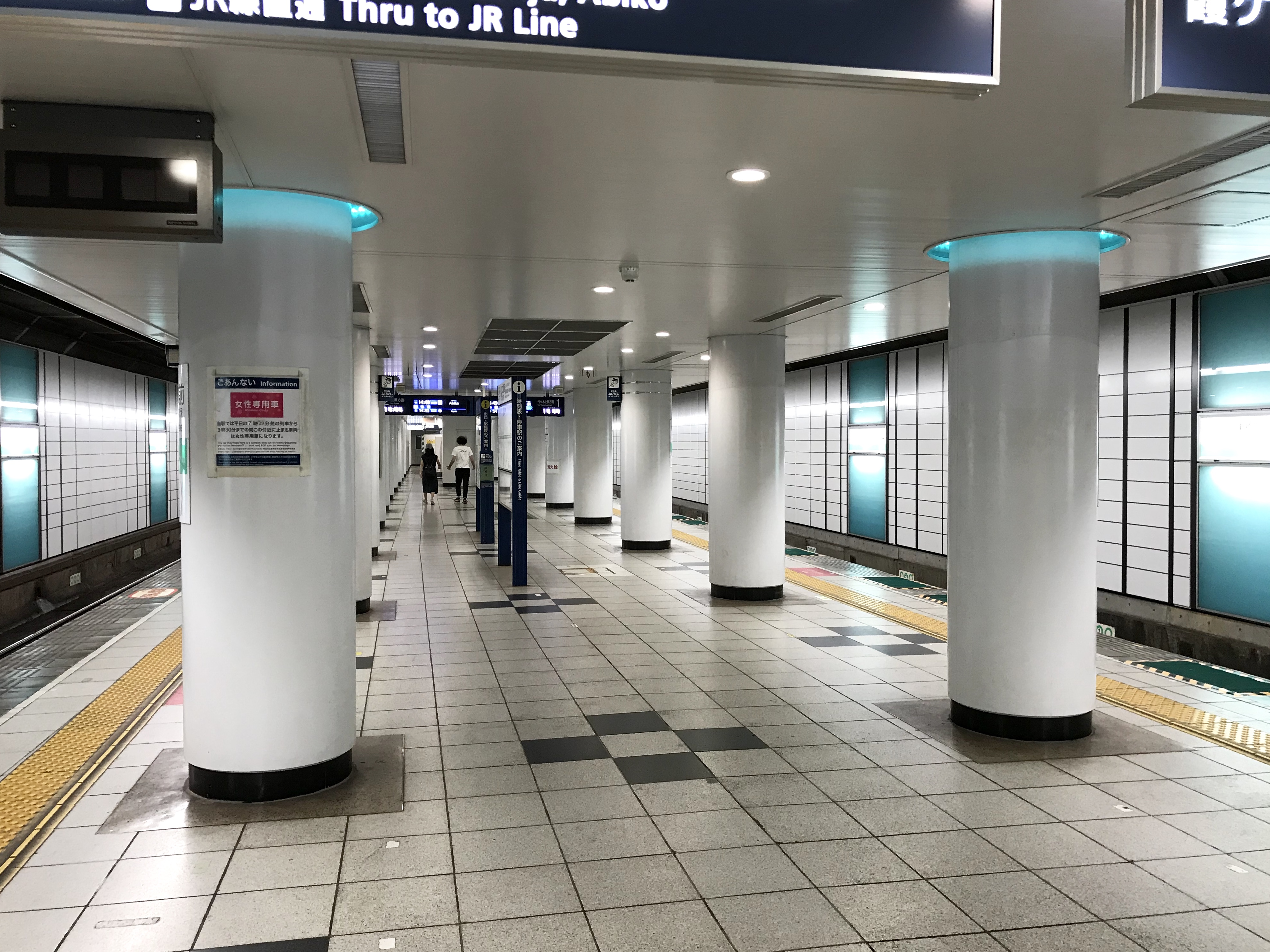
翻新後月台（2018年8月11日）
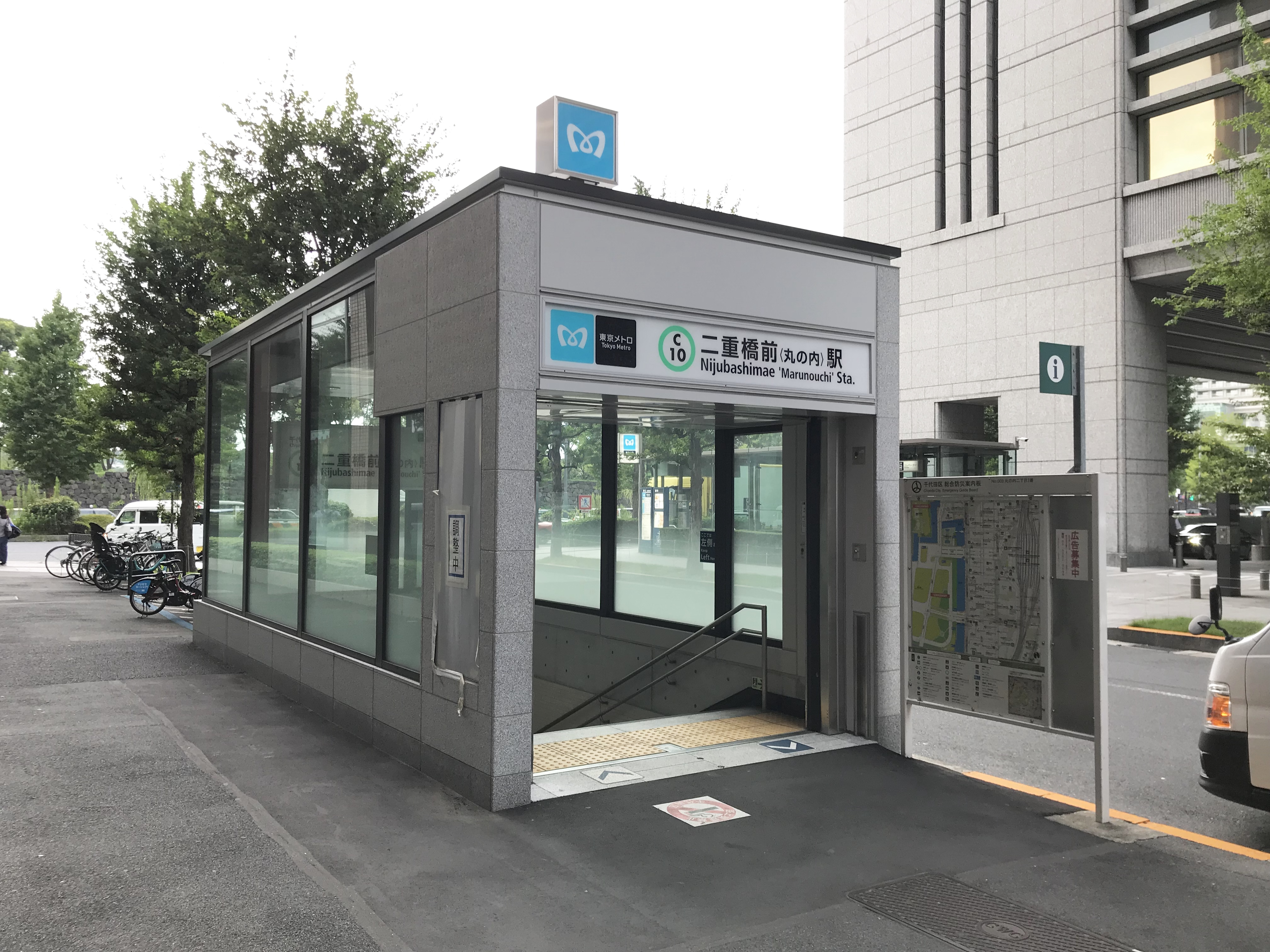
4號出入口（2019年8月26日）
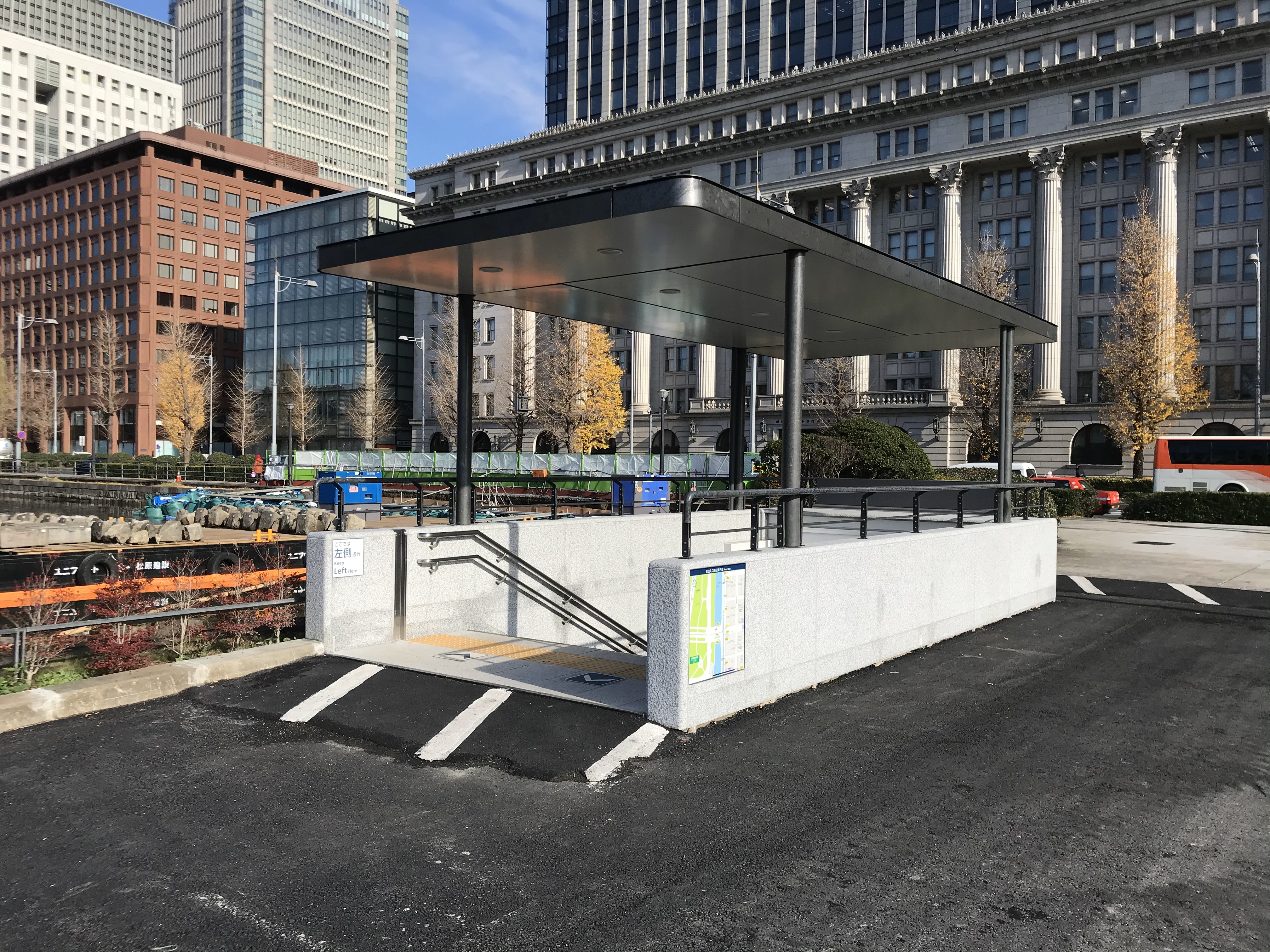
2號出入口與明治生命館（2019年12月23日攝）
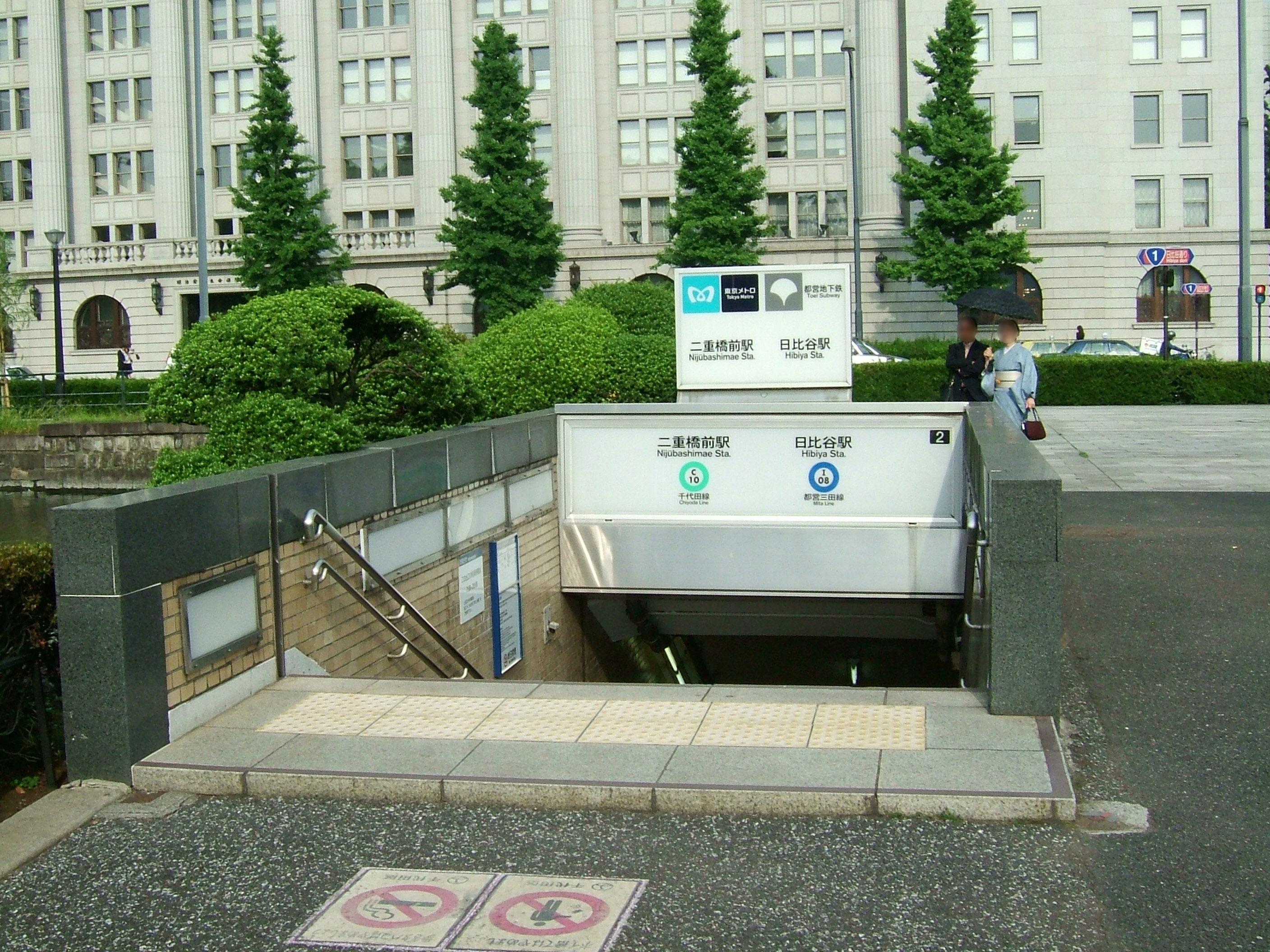
翻新前2號出入口（2008年5月）

## 相鄰車站
東京地下鐵
 千代田線

日比谷（C 09）－二重橋前（C 10）－大手町（C 11）

### 來源
東京都統計年鑑
1. ↑  .   [2017-04-23]. （原始内容存档于2013-08-15）. （页面存档备份，存于）
2. ↑  .   [2017-04-23]. （原始内容存档于2013-02-03）. （页面存档备份，存于）
3. ↑  .   [2017-04-23]. （原始内容存档于2013-02-03）. （页面存档备份，存于）
4. ↑  .   [2017-04-23]. （原始内容存档于2013-02-03）. （页面存档备份，存于）
5. ↑  .   [2017-04-23]. （原始内容存档于2013-02-03）. （页面存档备份，存于）
6. ↑  .   [2017-04-23]. （原始内容存档于2016-03-04）. （页面存档备份，存于）
7. ↑  東京都統計年鑑（平成10年）PDF
8. ↑  東京都統計年鑑（平成11年）PDF
9. ↑  .   [2017-04-23]. （原始内容存档于2016-03-04）. （页面存档备份，存于）
10. ↑  .   [2017-04-23]. （原始内容存档于2016-03-04）. （页面存档备份，存于）
11. ↑  .   [2017-04-23]. （原始内容存档于2017-07-29）. （页面存档备份，存于）
12. ↑  .   [2017-04-23]. （原始内容存档于2017-07-29）. （页面存档备份，存于）
13. ↑  .   [2017-04-23]. （原始内容存档于2017-07-29）. （页面存档备份，存于）
14. ↑  .   [2017-04-23]. （原始内容存档于2017-07-29）. （页面存档备份，存于）
15. ↑  .   [2017-04-23]. （原始内容存档于2017-07-29）. （页面存档备份，存于）
16. ↑  .   [2017-04-23]. （原始内容存档于2017-07-29）. （页面存档备份，存于）
17. ↑  .   [2017-04-23]. （原始内容存档于2017-07-29）. （页面存档备份，存于）
18. ↑  .   [2017-04-23]. （原始内容存档于2016-03-26）. （页面存档备份，存于）
19. ↑  東京都統計年鑑（平成22年）[永久]
20. ↑  東京都統計年鑑（平成23年）[永久]
21. ↑  東京都統計年鑑（平成24年）[永久]
22. ↑  東京都統計年鑑（平成25年）[永久]
23. ↑  .   [2017-04-23]. （原始内容存档于2017-07-30）. （页面存档备份，存于）
24. ↑  .   [2019-01-08]. （原始内容存档于2018-11-09）. （页面存档备份，存于）
25. ↑  .   [2019-01-08]. （原始内容存档于2019-05-02）. （页面存档备份，存于）

## 外部連結
- 東京地下鐵 – 二重橋前〈丸之內〉站 （页面存档备份，存于）（繁體中文）